# Platichthys
Platichthys är ett släkte av fiskar som beskrevs av Girard, 1854. Platichthys ingår i familjen flundrefiskar.
Kladogram enligt Catalogue of Life och Dyntaxa:
| Platichthys | \| \| skrubbskädda \| \| \| \| \| \| Platichthys stellatus \| \| \| \| |
|             | \| \| skrubbskädda \| \| \| \| \| \| Platichthys stellatus \| \| \| \| |
|             | skrubbskädda                                                           |
|             |                                                                        |
|             | Platichthys stellatus                                                  |
|             |                                                                        |